# Hydrasterias tasmanica
Hydrasterias tasmanica is een zeester uit de familie Pedicellasteridae.
De wetenschappelijke naam van de soort werd in 2006 gepubliceerd door Donald George McKnight.